# Famagusta

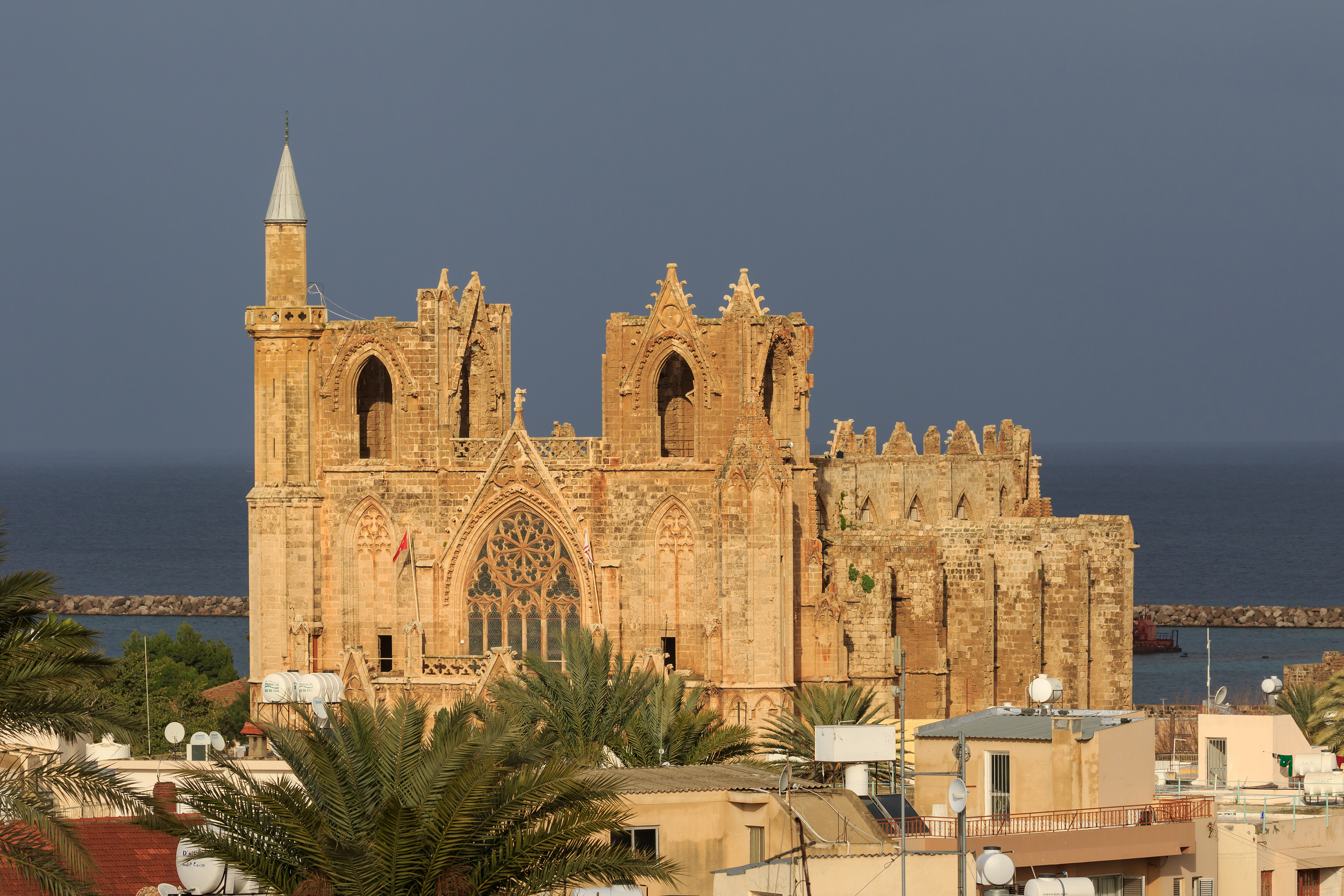
Die Lala-Mustafa-Pascha-Moschee, die frühere St.-Nikolaus-Kathedrale

Famagusta, griechisch Αμμόχωστος Ammóchostos (türkisch Mağusa, nach der türkischen Invasion 1974 umbenannt in Gazimağusa), ist eine Hafenstadt an der Ostküste Zyperns in der international nicht anerkannten Türkischen Republik Nordzypern. Sie ist Hauptort des Distriktes Gazimağusa. Formal ist sie Hauptort des Bezirks Famagusta der Republik Zypern.
In der Antike hieß die Stadt nach der ägyptischen Königin Arsinoë II. zeitweilig auch Arsinoë. Die griechische Bezeichnung Ammochostos bedeutet versteckt im Sand; aus diesem Namen hat sich im Mittelalter Famagusta beziehungsweise Mağusa entwickelt.

## Geschichte
Die Fischersiedlung Ammochostos gewann in byzantinischer Zeit an Bedeutung, als die Bewohner der nördlich benachbarten Stadt Constantia/Salamis nach Überfällen der Araber, mehreren Erdbeben und der Versandung ihres Hafens dorthin umsiedelten. Trotz seines günstigen tiefen Hafens blieb der Ort auch unter den Byzantinern unbedeutend.
Der Aufschwung zur reichsten Stadt des östlichen Mittelmeeres setzte im 13. Jahrhundert ein, nachdem der fränkische Kreuzritter Guido von Lusignan, bis 1192 König von Jerusalem, im Dritten Kreuzzug vom englischen König Richard Löwenherz 1192 die Insel Zypern gekauft hatte. Nach Guidos Tod im Jahre 1194 übernahm dessen älterer Bruder Amalrich II. die Herrschaft.
Famagusta wurde katholischer Bischofssitz. Die Stadt galt im Mittelmeer als östlichster Außenposten der römischen Kirche. 1291, nach dem Fall von Akkon, siedelten sich Adlige, Ritter, Kaufleute und Kleriker aus Palästina auf der Insel an. Famagusta erlebte als Handelszentrum mit Verbindungen zu den Häfen des Nahen Ostens und Italiens eine bedeutende wirtschaftliche, kulturelle und bauliche Entwicklung. Im 14. Jahrhundert stieg die Einwohnerzahl auf 40.000 an. Die Wahrung des Wohlstandes der Kaufleute erforderte den Bau von Befestigungsanlagen. Unter Heinrich II. entstanden die Festungsbauten: die Zitadelle am Hafen als Wehr- und Wohnturm (Othello-Turm), in dem sich die Ereignisse abgespielt haben sollen, die dem Drama Shakespeares zu Grunde liegen, und die mächtige Stadtbefestigung mit zahlreichen Türmen und Toren.
In Famagusta wurden Gotteshäuser für alle bedeutenden Glaubensrichtungen errichtet. Von 1291 bis 1373 wurde die Kathedrale St. Nikolaos im Stil der französischen Gotik erbaut. Dort fand im 14. Jahrhundert die Krönung der Lusignans zu Königen des untergegangenen Königreiches Jerusalem und von Zypern statt. Im Umkreis der Kathedrale errichteten im 14. und 15. Jahrhundert die Ritterorden und die Händlerkolonien der Syrer, Armenier, Italiener, Griechen und Juden eine Vielzahl von Kirchen, Konventen und Klöstern, Synagogen und Moscheen. Um 1330 erreichte der Wohlstand der Stadt und ihrer Einwohner seinen Höhepunkt.
Genua und Venedig gewannen jedoch zunehmend an Macht und Einfluss und konkurrierten um die Vormachtstellung. Anlässlich der Krönung Peters II. zum König von Jerusalem brach in der Stadt ein Aufruhr aus. Es kam zu Plünderungen, Zerstörungen und einem Massaker an genuesischen Kaufleuten. Daraufhin besetzte ein Geschwader unter Pietro di Campofregoso 1374 die Stadt und verlangte hohe Reparationen sowie einen jährlichen Tribut. Sie wurde von Jakob I. an Genua abgetreten. Mit Hilfe der Venezianer erlangten die Lusignans 1464 die Herrschaft über Ammochostos zurück. 1489 trat die aus Venedig stammende Königin Katharina Cornaro die Herrschaft über die gesamte Insel an ihre Heimatstadt ab.

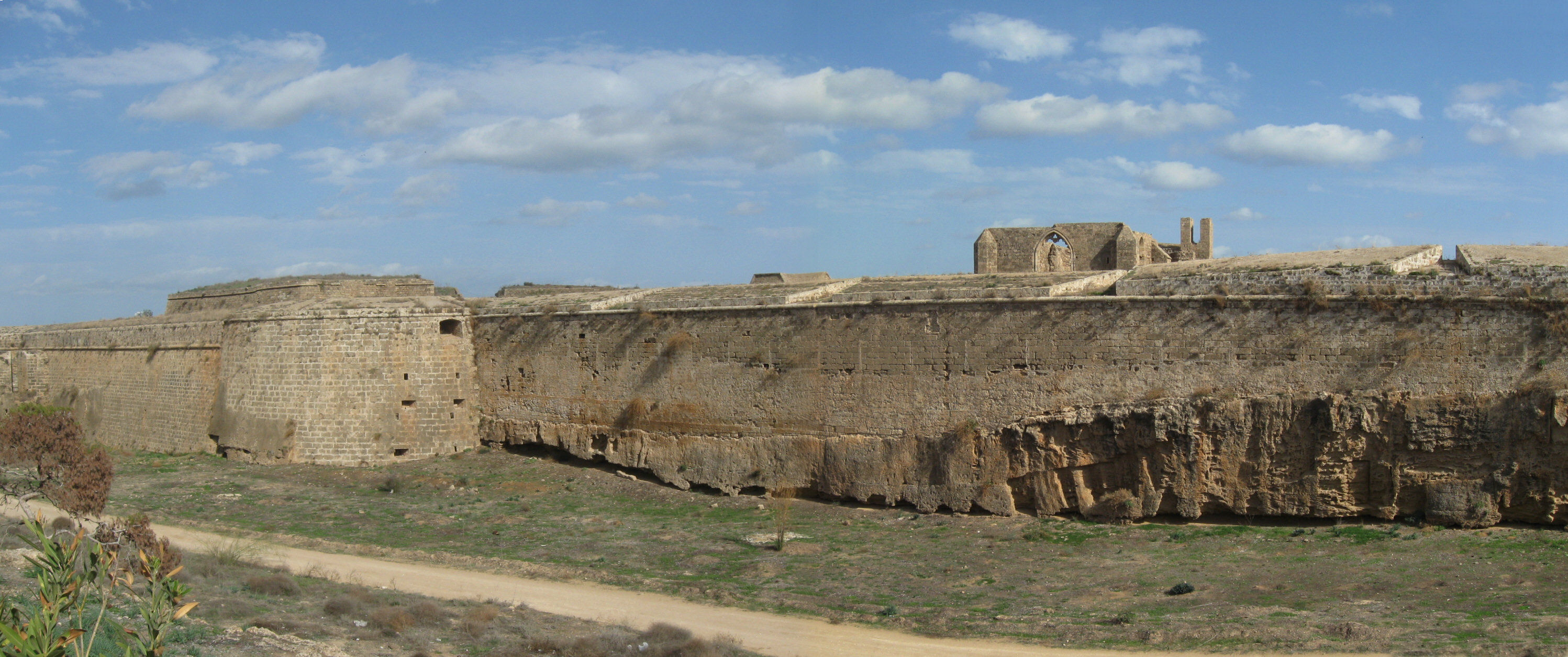
Wallanlagen (links: San Luca-Bastion, im Hintergrund: Ruine der Karmeliter-Kirche)

Unter venezianischer Herrschaft gelangte Ammochostos noch einmal zu kurzer Blüte. Angesichts der osmanischen Bedrohung wurden 1491 bis 1567 die Befestigungsanlagen im Renaissance-Stil umgestaltet und verstärkt: Die etwa 3,5 km lange Stadtmauer wurde auf 17 m erhöht und bis auf 9 m verbreitert, es wurde ein breiter Wallgraben angelegt, den Bastionen Rivettina/Limassol-Tor und Martinengo wurden 1544 bis 1567 eindrucksvolle Ravelins vorgesetzt, das Seetor wurde prunkvoll umgestaltet, die Zitadelle 1552 bis 1554 vergrößert und 1552 ein Gouverneurs-Palast errichtet.

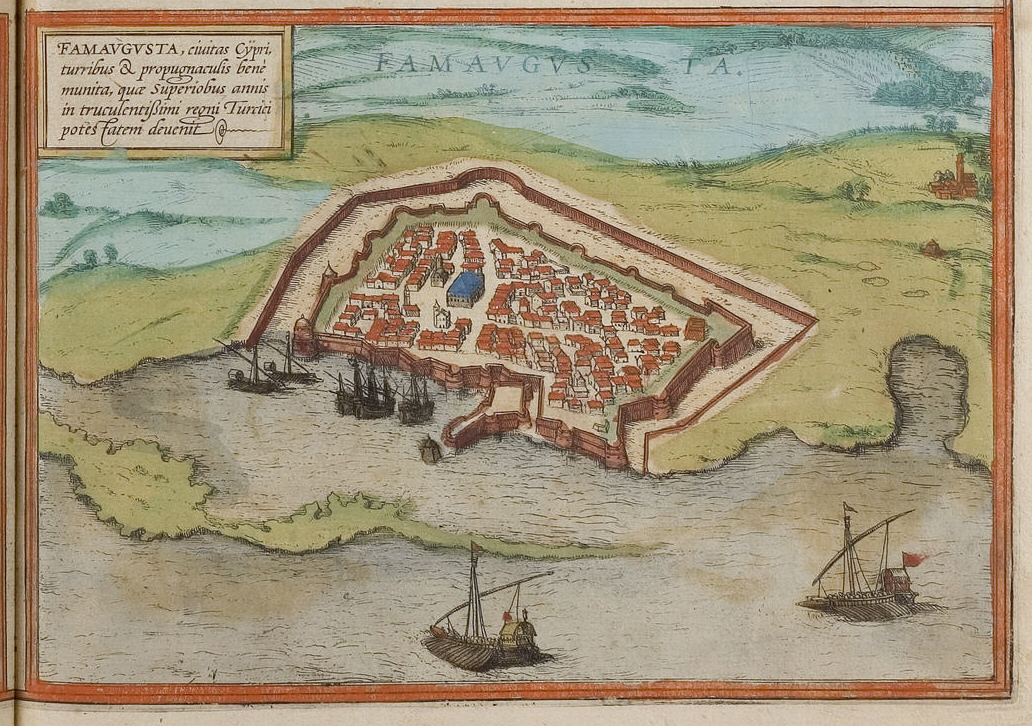
Famagusta nach einer Darstellung aus dem Jahr 1572, Georg Braun, Frans Hogenberg: Civitates Orbis Terrarum, Bd. 1, 1572, Ausgabe Beschreibung vnd Contrafactur der vornembster Stät der Welt, Köln 1582 (Digitalisat)

1570 stand das Heer der Osmanen unter Lala Mustafa Pascha vor der Stadt. Nach elfmonatiger Belagerung mussten sich die letzten 500 Verteidiger am 1. August 1571 der Übermacht ergeben. Die Osmanen sicherten den Menschen Unversehrtheit zu. Am 4. August 1571 wurde die Stadt übergeben. Am 5. August brachen die Osmanen ihr Versprechen und töteten alle Christen. Die im Kampf kaum beschädigte Stadt wurde von den Eroberern nachträglich zerstört, Kirchen wurden in Moscheen umgewandelt, so unter anderem die St. Nikolaos-Kathedrale in die Lala-Mustafa-Pascha-Moschee. Andere Kirchen wurden als Lagerhallen genutzt. Famagusta hat gegenwärtig noch 22 Kirchen, die meisten von ihnen müssen allerdings als Ruinen angesehen werden.

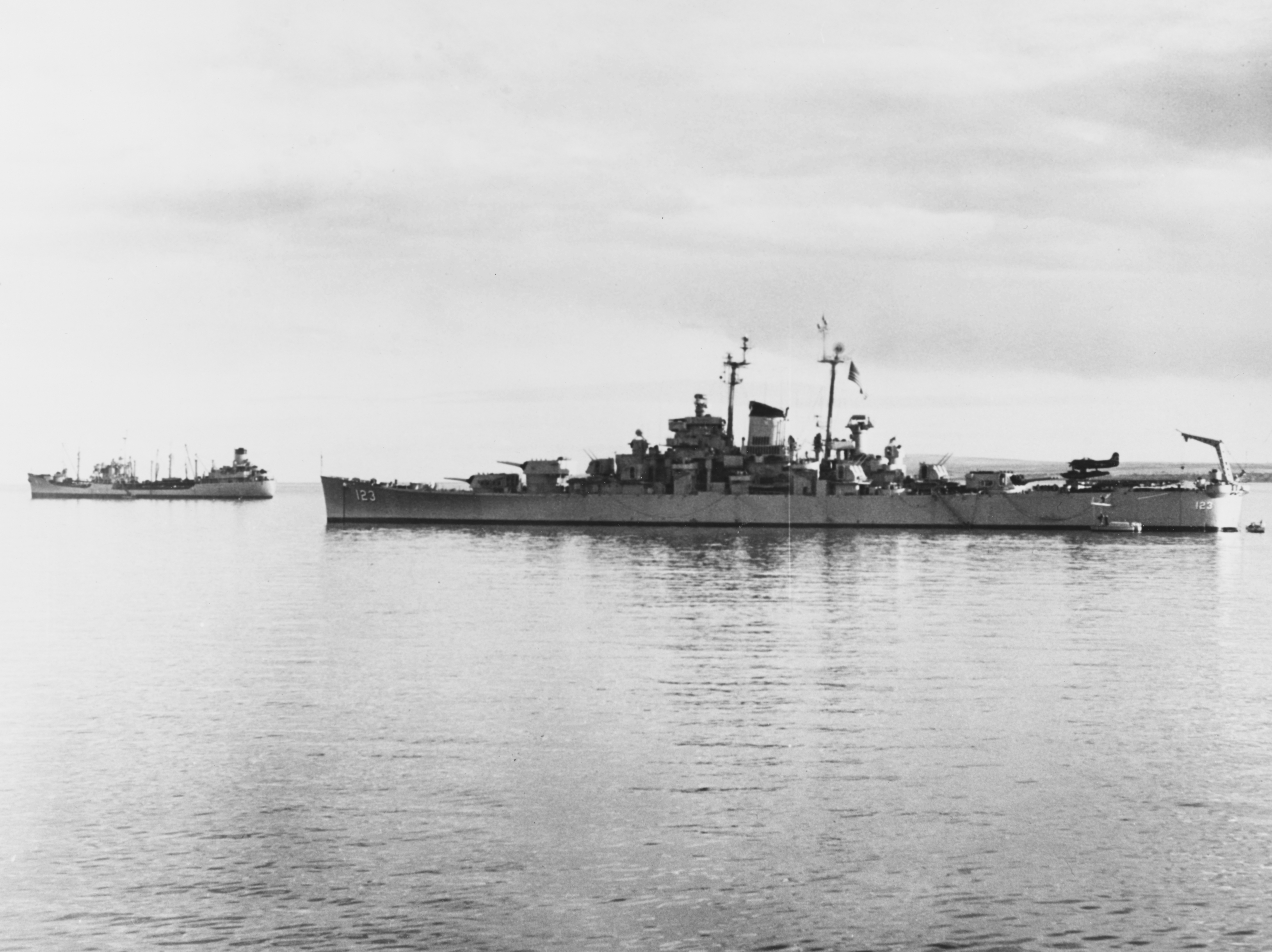
Die USS Albany im Hafen, 1949

Neuen Aufschwung erlebte Famagusta Ende der 1960er Jahre, denn mit steigendem touristischen Interesse wurde nach der Entlassung der Insel in die Unabhängigkeit von 1960 an am südlichen Stadtrand der Stadtteil Varosia mit zahlreichen Hotels zum wichtigsten Tourismuszentrum der Insel ausgebaut.
Bei der türkischen Militäroffensive im Jahre 1974 spielte die Altstadt von Famagusta eine besondere Rolle. Viele Zyperntürken waren in den Kriegswirren aus der Umgebung in die Altstadt geflohen und wurden dreieinhalb Wochen durch die Zyprische Nationalgarde belagert. Die türkischen Streitkräfte besetzten sowohl die Stadt Famagusta als auch den touristisch wichtigen Stadtteil Varosia; dieser wurde zur militärischen Sperrzone erklärt und sollte als Pfand für spätere Verhandlungen dienen.
Das heutige Gazimağusa mit seinen rund 40.000 Einwohnern hat als einziger Frachthafen der Türkischen Republik Nordzypern als Touristenziel und seit einigen Jahren auch als Universitätsstadt wieder an Bedeutung gewonnen.

## Klima
Die durchschnittliche Jahrestemperatur beträgt 20,9 °C und der jährliche Niederschlag summiert sich auf etwa 243 Millimeter.
|                        | Jan  | Feb  | Mär  | Apr  | Mai  | Jun  | Jul  | Aug  | Sep  | Okt  | Nov  | Dez  |   |      |
| Mittl. Temperatur (°C) | 13,5 | 13,8 | 15,6 | 18,1 | 21,8 | 25,7 | 28,4 | 28,9 | 26,8 | 23,5 | 19,2 | 15,3 | ⌀ | 20,9 |
| Mittl. Tagesmax. (°C)  | 15,5 | 16,1 | 18,4 | 21   | 24,7 | 28,5 | 31,3 | 31,7 | 29,8 | 26,2 | 21,4 | 17,3 | ⌀ | 23,5 |
| Mittl. Tagesmin. (°C)  | 11,5 | 11,6 | 12,8 | 15   | 18,3 | 22,1 | 24,9 | 25,6 | 23,7 | 20,9 | 17,1 | 13,4 | ⌀ | 18,1 |
|                        |      |      |      |      |      |      |      |      |      |      |      |      |   |      |
| Niederschlag (mm)      | 53   | 37   | 18   | 9    | 6    | 0    | 0    | 0    | 2    | 16   | 35   | 67   | Σ | 243  |
|                        |      |      |      |      |      |      |      |      |      |      |      |      |   |      |
| Sonnenstunden (h/d)    | 8    | 9    | 10   | 11   | 12   | 13   | 13   | 12   | 11   | 10   | 9    | 8    | ⌀ | 10,5 |
|                        |      |      |      |      |      |      |      |      |      |      |      |      |   |      |
| Regentage (d)          | 6    | 4    | 2    | 2    | 1    | 0    | 0    | 0    | 1    | 2    | 4    | 6    | Σ | 28   |
|                        |      |      |      |      |      |      |      |      |      |      |      |      |   |      |
| Luftfeuchtigkeit (%)   | 66   | 66   | 66   | 68   | 67   | 65   | 66   | 67   | 64   | 65   | 64   | 66   | ⌀ | 65,8 |

| 11,5 |

| 11,6 |

| 12,8 |

| 15 |

| 18,3 |

| 22,1 |

| 24,9 |

| 25,6 |

| 23,7 |

| 20,9 |

| 17,1 |

| 13,4 |

| 11,5 |

| 11,6 |

| 12,8 |

| 15 |

| 18,3 |

| 22,1 |

| 24,9 |

| 25,6 |

| 23,7 |

| 20,9 |

| 17,1 |

| 13,4 |

| N i e d e r s c h l a g | 53  | 37  | 18  | 9   | 6   | 0   | 0   | 0   | 2   | 16  | 35  | 67  |
|                         | Jan | Feb | Mär | Apr | Mai | Jun | Jul | Aug | Sep | Okt | Nov | Dez |

## Kultur und Sehenswürdigkeiten
Die Altstadt umgibt eine noch weitgehend original erhaltene Festungsmauer aus dem 16. Jahrhundert mit einer Gesamtlänge von über 3500 Metern.
Das heutige Zentrum der Altstadt bildet die Lala-Mustafa-Pascha-Moschee, entstanden aus der St. Nikolaus-Kathedrale kurz nach der Eroberung durch deren Umwidmung. Diese war eine 1326 von französischen Baumeistern als dreischiffige Basilika errichtete Hauptkirche der Lusignan. Durch einen Portikus aus drei Rundbögen und vier ionischen Granitsäulen gelangt man zum Palazzo del Provveditore, dem einstigen Amtssitz des venezianischen Stadtkommandanten – heute eine Ruine. Diesem benachbart befinden sich die Ruinen eines Franziskaner-Klosters sowie die St.-Peter-und-Paul-Kirche (Sinan Pasha Moschee), errichtet 1360. Paläste von Kreuzrittern und reichen Kaufleuten sind in der Altstadt überwiegend als Ruinen erhalten. Ebenfalls aus der arabischen Periode stammt das Badehaus Paşa Hammam, es wird heutzutage als Bar verwendet.
Das Stadtmuseum Namık Kemal bewahrt zahlreiche Funde aus der Stadtgeschichte auf. In einem gesonderten Raum befindet sich das mit militärischen Insignien und Fahnen geschmückte Grab von Canbulat.

### Kirchenruinen in Famagusta

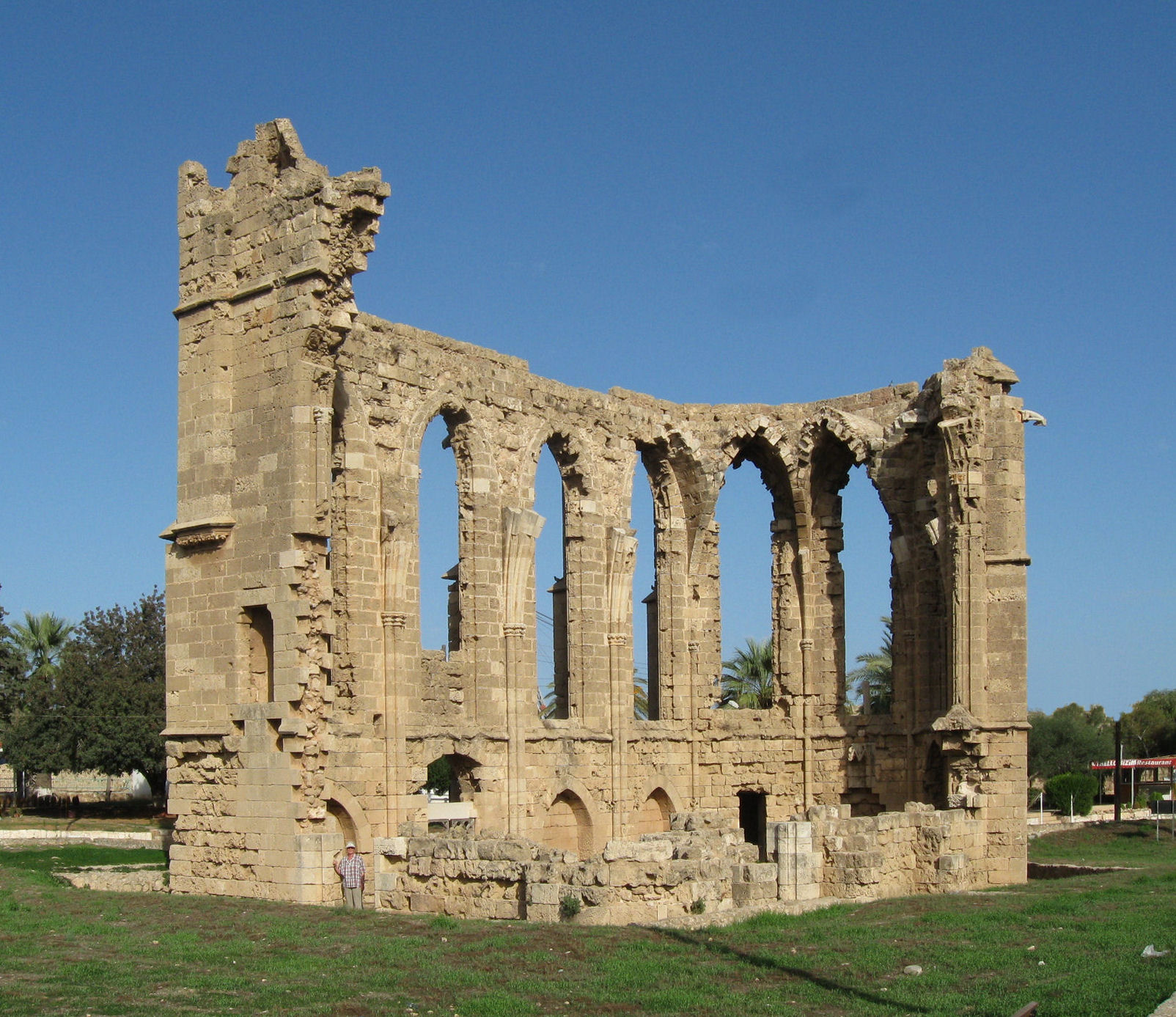
Kirche St. Georg der Lateiner (1302–1307)
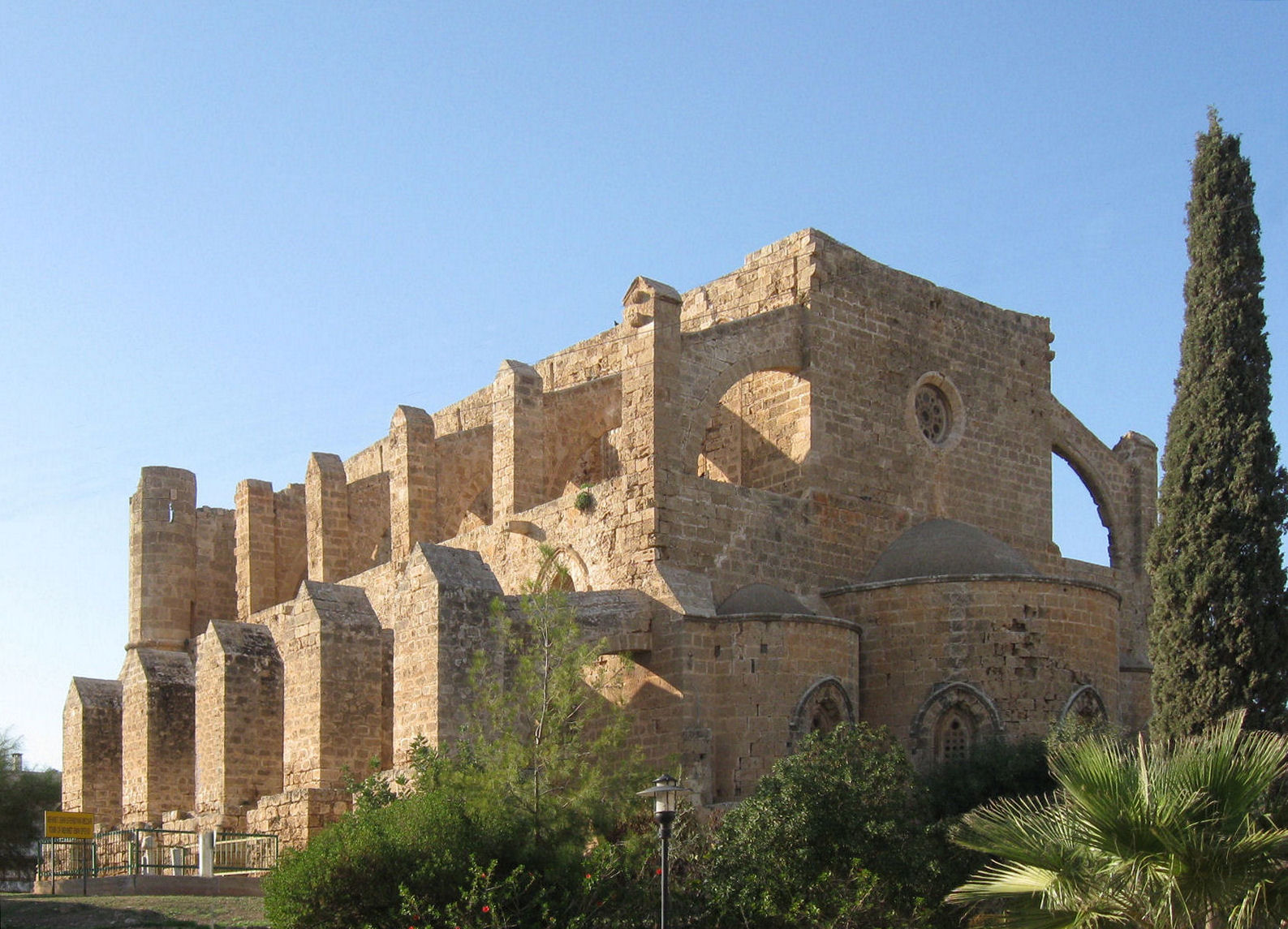
St. Peter-und-Paul-Kirche (1360)
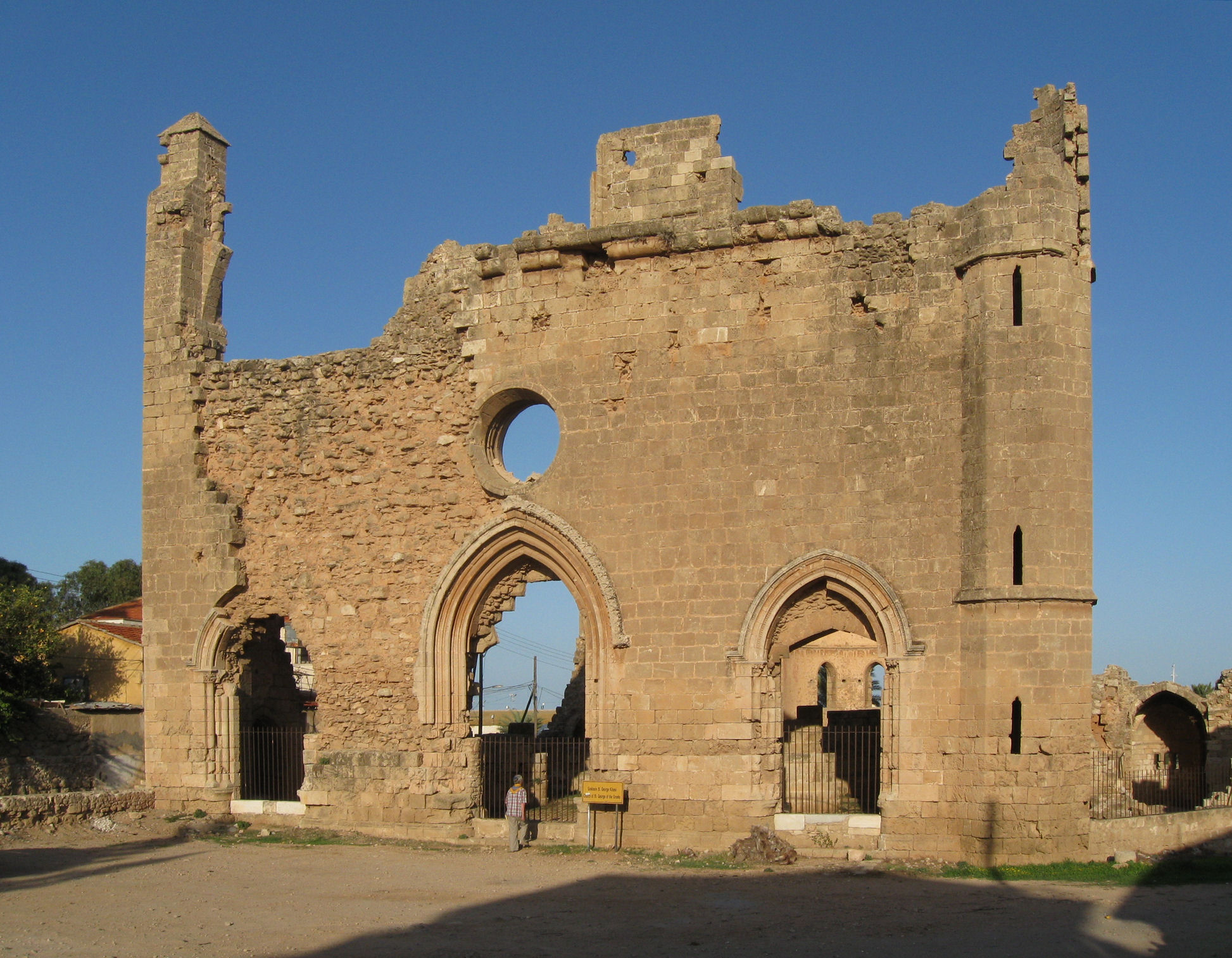
Kirche St. Georg der Griechen (1360), von Westen
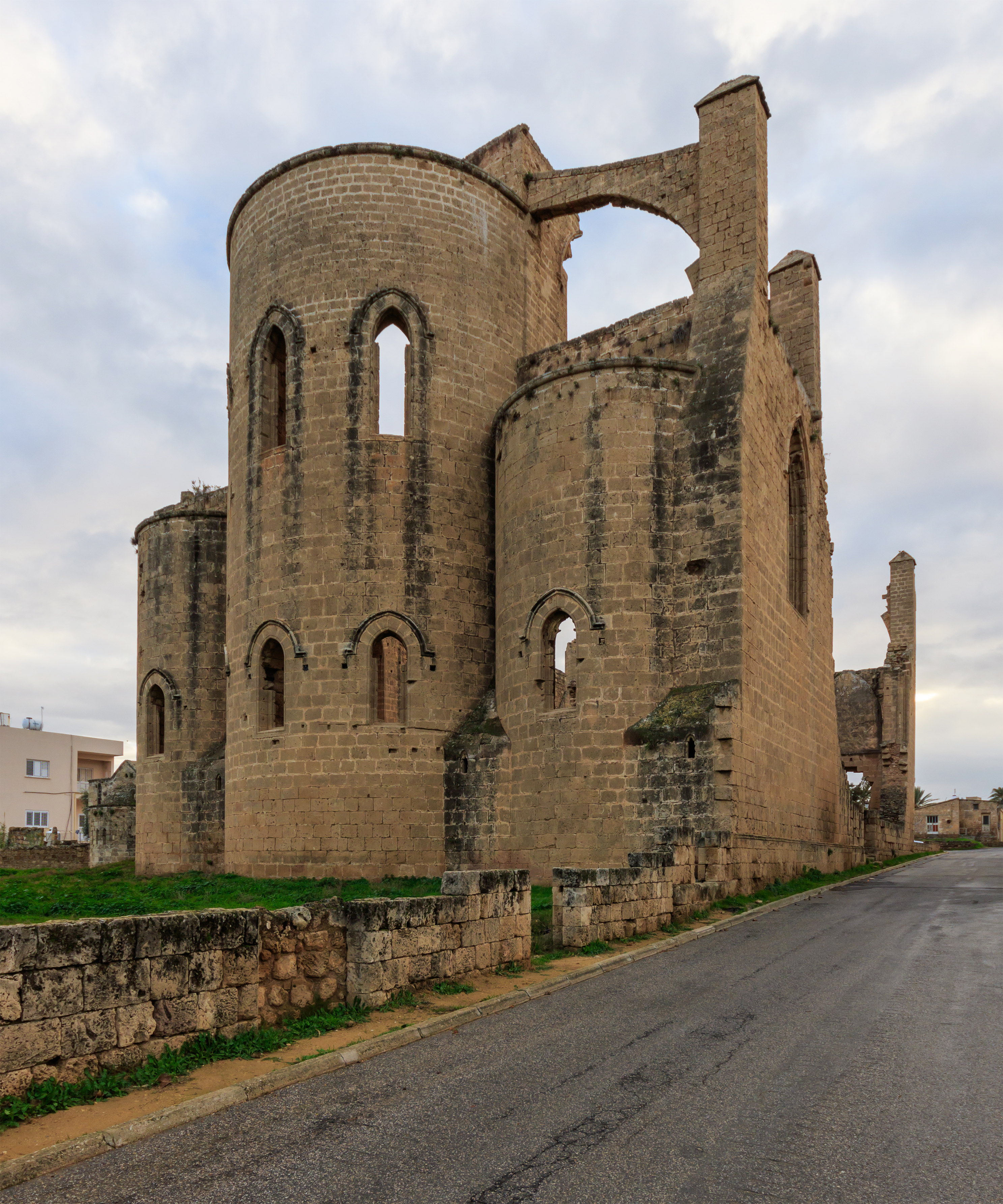
Kirche St. Georg der Griechen (1360), von Osten
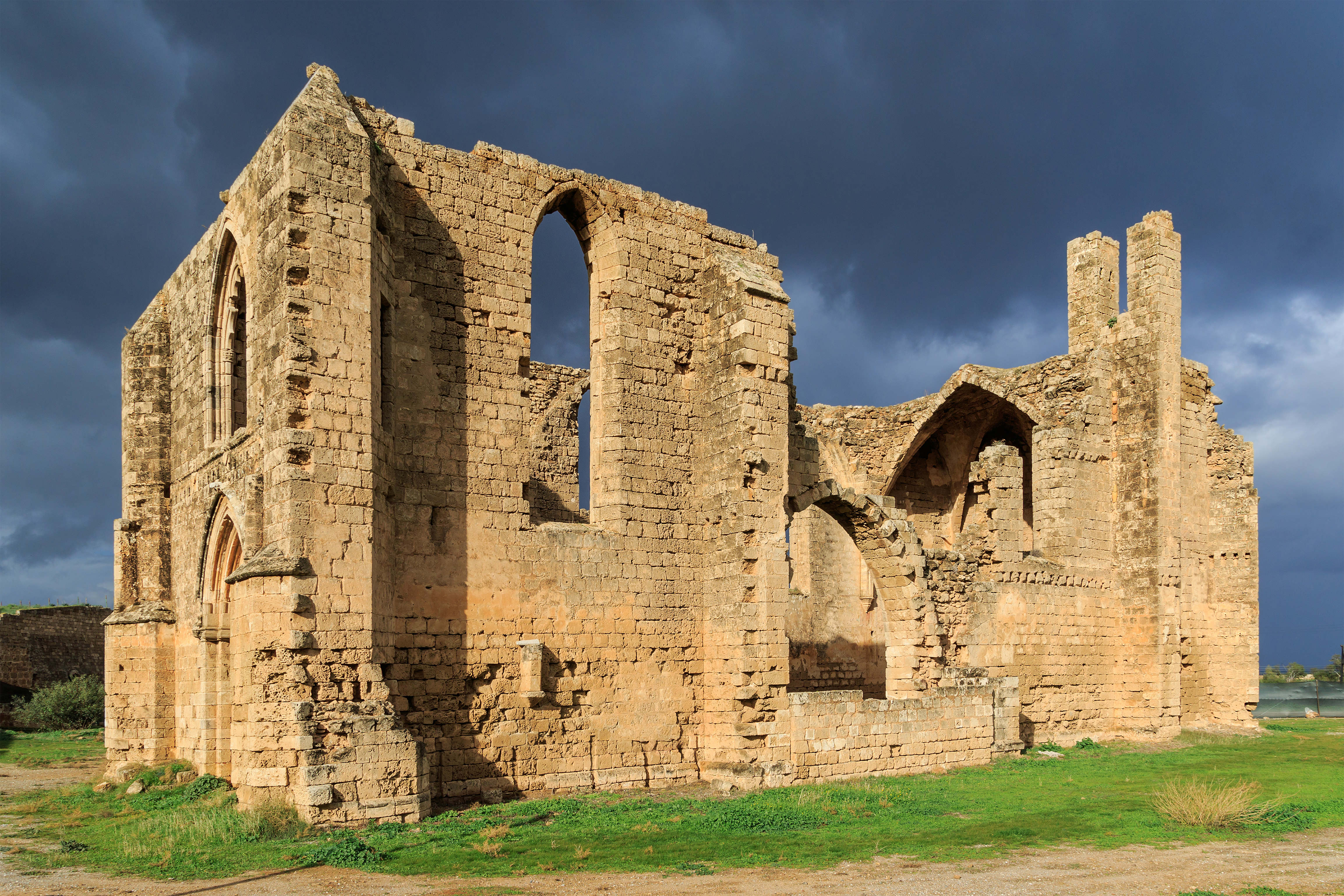
Karmelitenkirche (1366)
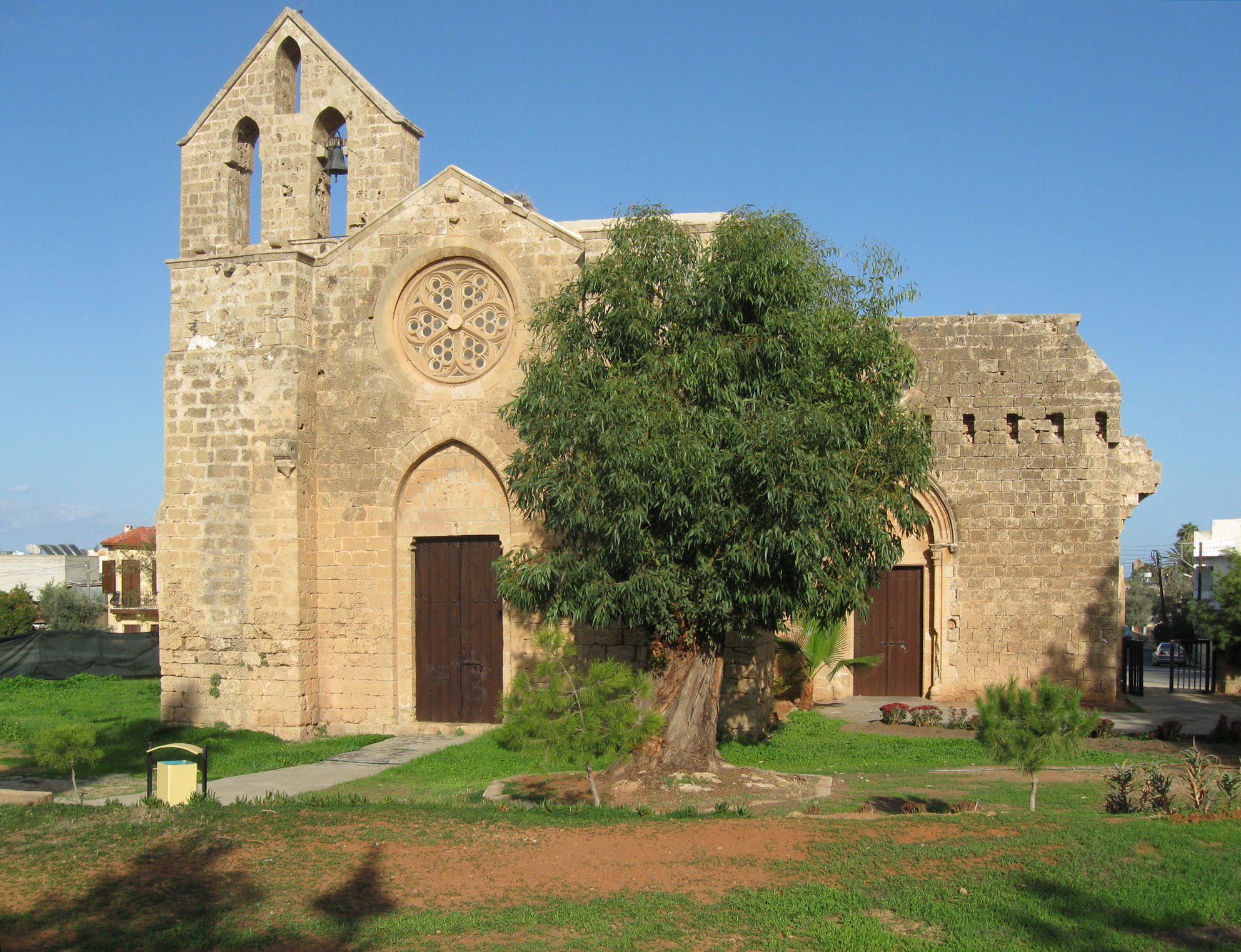
Nestorianische Kirche (1350)
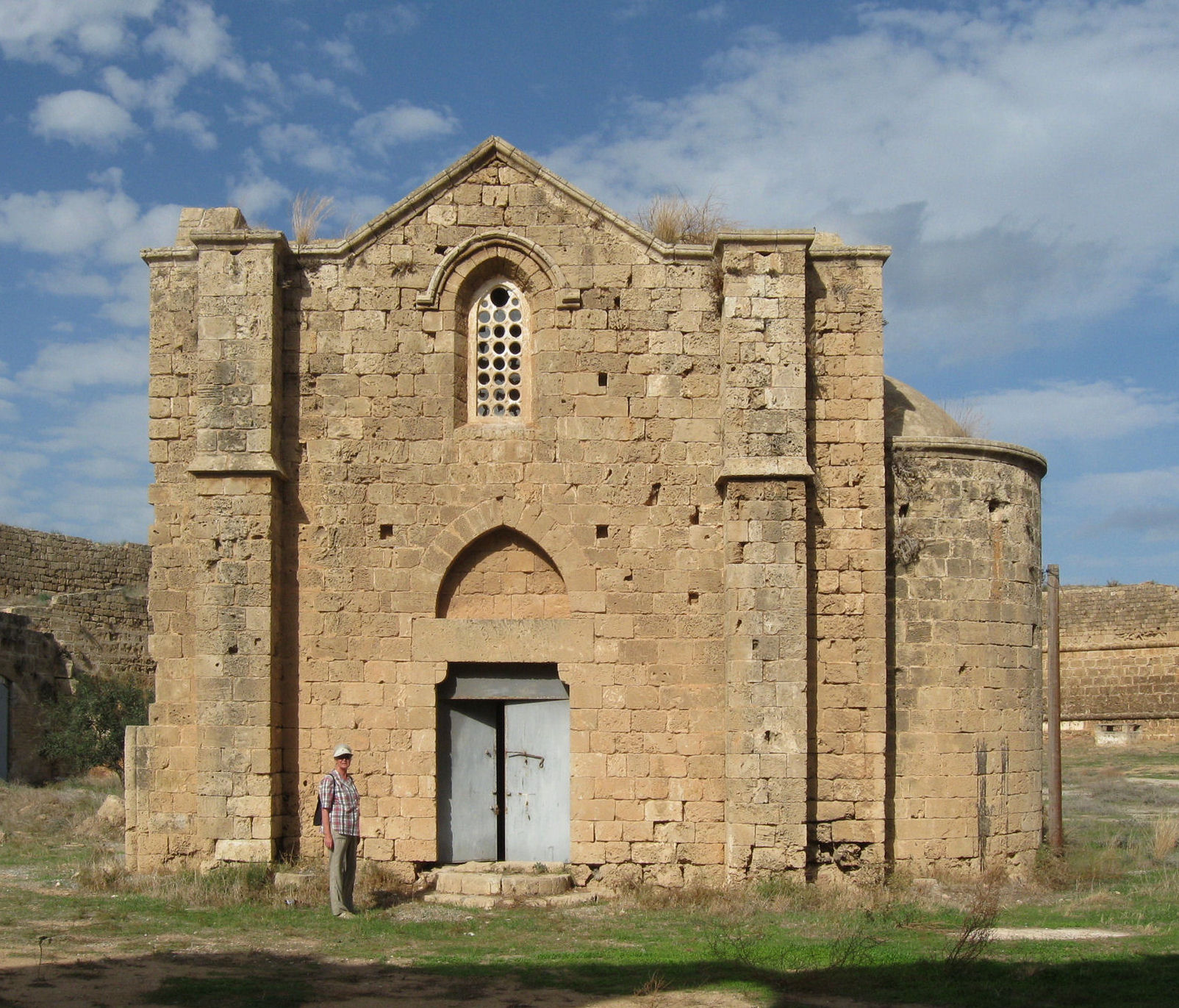
Armenische Kirche (1360)
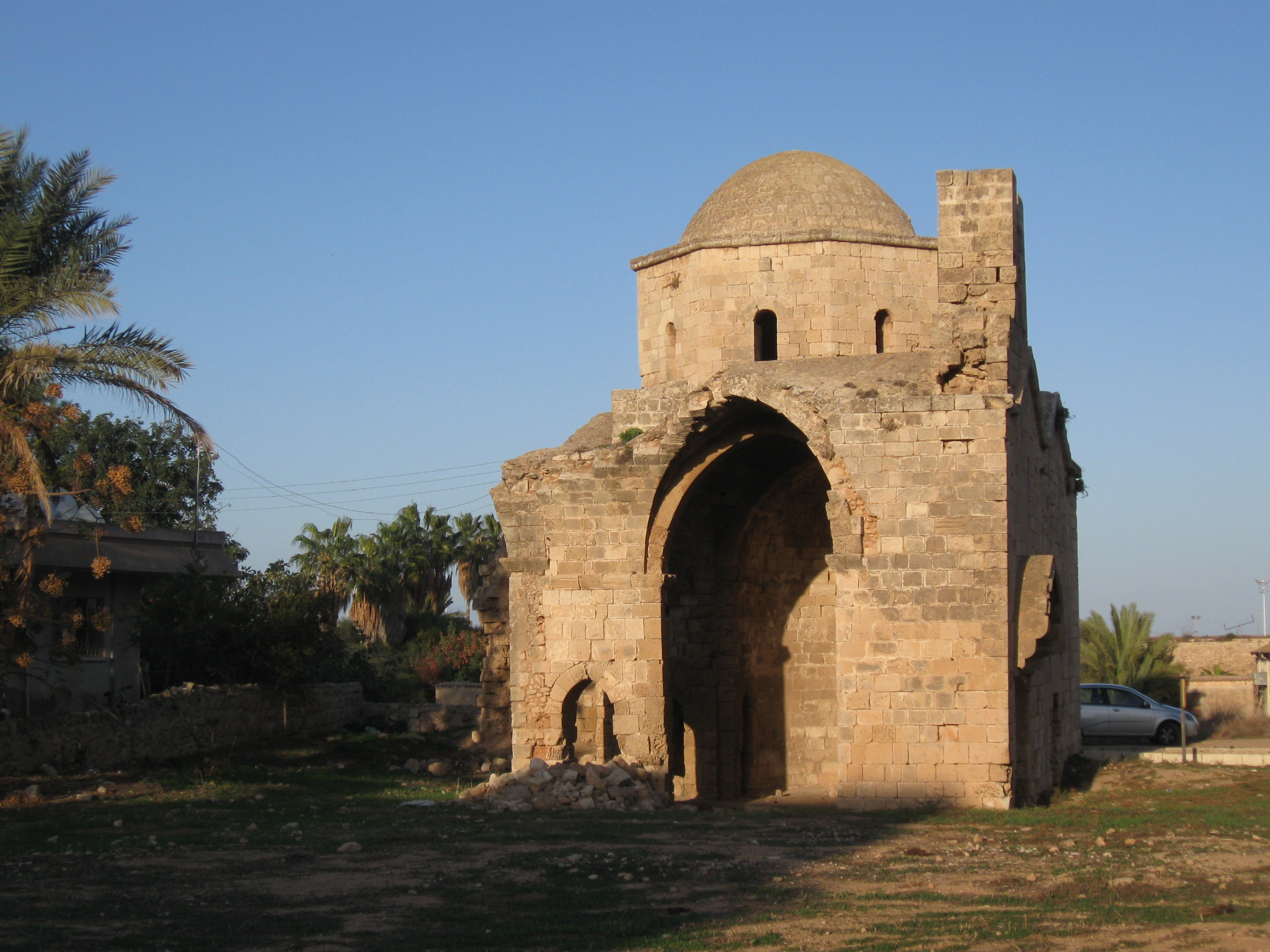
Hagios Nikolaos (byzant.), von Westen
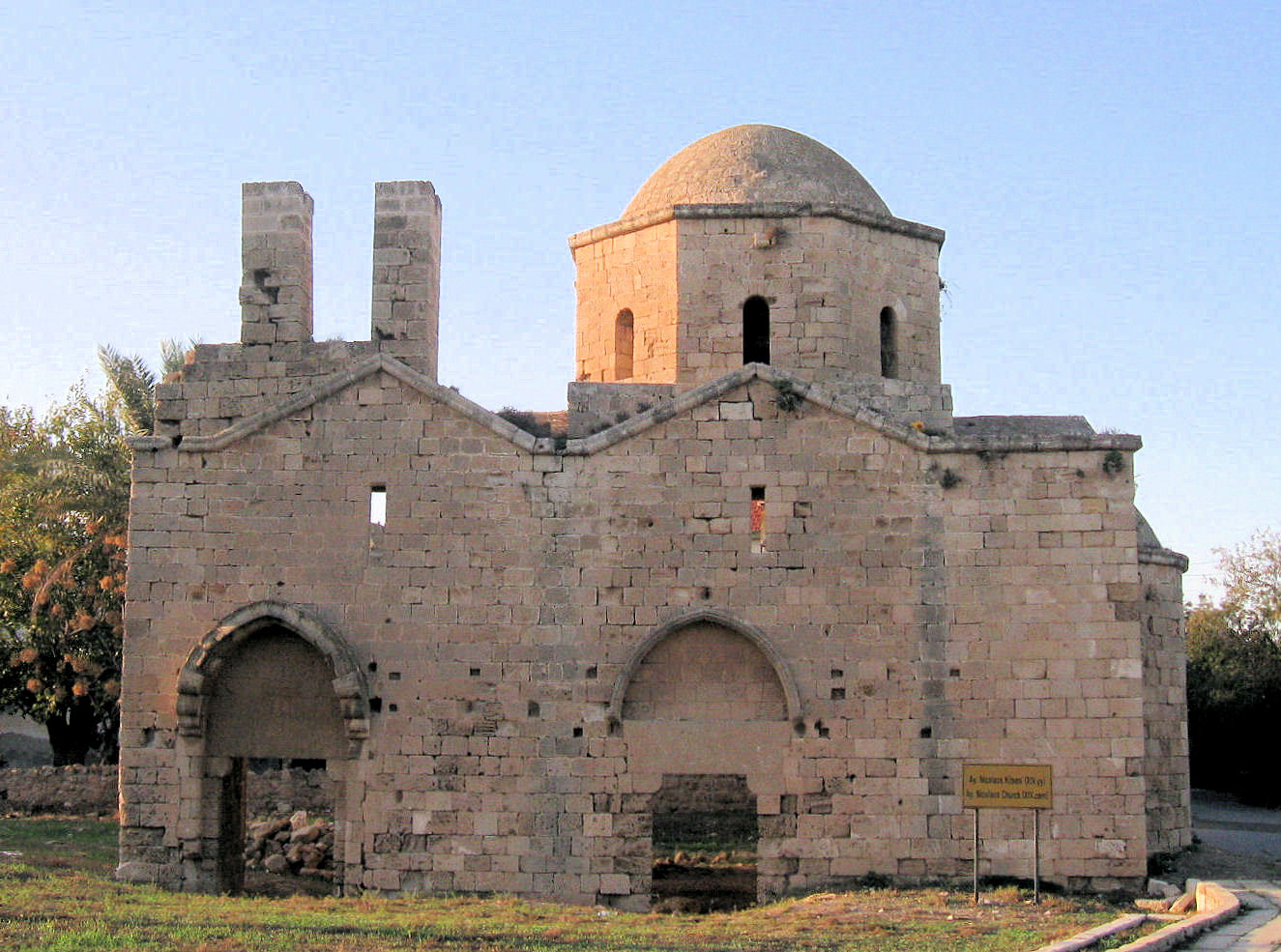
Hagios Nikolaos (byzant.), von Westen
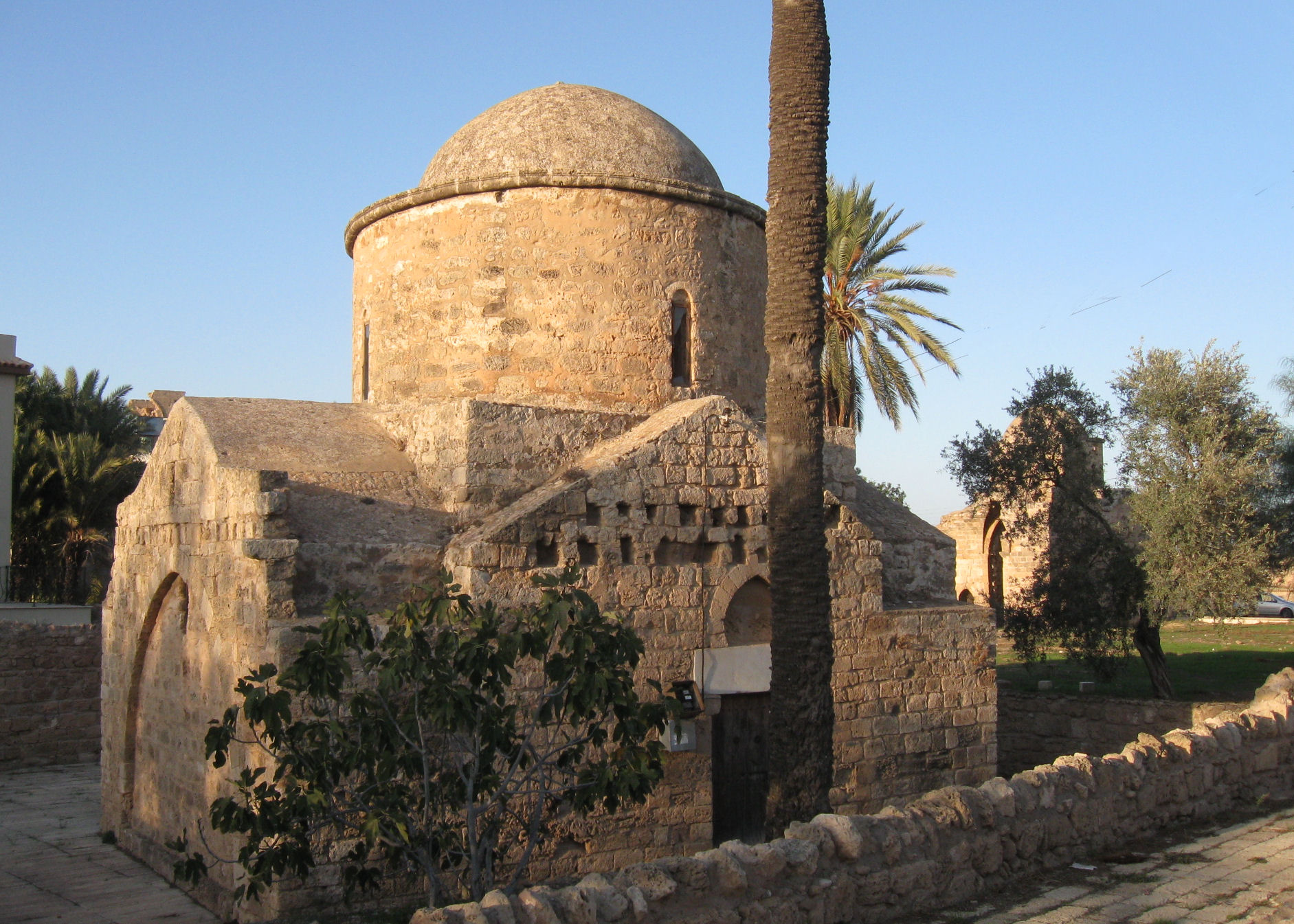
Hagia Zoni (byzant.)

## Städtepartnerschaften
- Antalya, Türkei[5]
- Izmir, Türkei[5]
- Struga, Nordmazedonien[5]

## Verkehr
Die Stadt war Endbahnhof der von 1904 bis 1951 bestehenden Bahnstrecke Famagusta–Morphou.

## Wirtschaft
Famagusta galt als wichtiger Handelshafen und war Hauptniederlassung einiger Reedereien. Die Stadt ist auch einer der wichtigsten Standorte der Tourismusbranche der Türkischen Republik Nordzypern. Im Stadtgebiet befinden sich zwölf Hotels.

## Bildung
Im Ort befindet sich das Namık-Kemal-Gymnasium Gazimağusa, das 1944 gegründet wurde und damit eines der ältesten zyperntürkischen Gymnasien auf der Insel Zypern ist. Im Jahr 1979 erfolgte die Gründung der Ostmediterranen Universität, die laut Times Higher Education als die beste Universität der Insel gilt.

## Sport
Famagusta war die Heimat der Fußballvereine Anorthosis Famagusta und Nea Salamis Famagusta, diese wanderten jedoch nach der türkischen Invasion nach Larnaka ab. Anorthosis gewann während seiner Zeit in Famagusta sechsmal die nationale Meisterschaft (1950 bis 1963); seit 1995 folgten weitere sieben Meistertitel im Exil. Anorthosis Famagusta schaffte 2008 den Einzug in die Champions League.
Aus der Türkischen Republik Nordzypern ist der Verein Mağusa Türk Gücü aktiv. Der Verein wurde 1945 von der zyperntürkischen Bevölkerung der Stadt gegründet. Das Team trägt seine Spiele im Dr. Fazıl Küçük Stadion mit einer Kapazität von 5.000 Plätzen aus.

## Söhne und Töchter
- Klairi Angelidou (1932–2021), zyprische Politikerin, Schriftstellerin und Lehrerin
- Philip Arestis (* 1941), britischer Wirtschaftswissenschaftler
- Costas Kapitanis (* 1964), zypriotischer Fußballschiedsrichter
- Dimitris Papadakis (* 1966), zyperngriechischer Politiker